# Gambia en los Juegos Paralímpicos de Londres 2012
Gambia estuvo representada en los Juegos Paralímpicos de Londres 2012 por dos deportistas, un hombre y una mujer. El equipo paralímpico gambiano no obtuvo ninguna medalla en estos Juegos.